# Javie
Javie(ジャビィ )は、Adobe After EffectsやNicoVisualEffectsなどと同じ様な(動画にエフェクトをかけるのが主な使い方の)ソフトウェアである。

2009年9月13日、ニコニコ動画に「MacにもNiVEのようなのが欲しいと思ったので作ってみる」という動画を投稿したことから始まる。

（現在のタイトルは「GPUを使用し軽快に動作するNiVEのようなソフトを作る（Win/Mac対応）」になっている）

## 特徴
- GPUを使用した高速なビデオプレビュー

- WindowsだけでなくMac OS Xでも動作する（Linuxにも対応予定）

- 自由ソフトウェアであり、ソースコードの公開もされている